# Pteris venusta
Pteris venusta là một loài thực vật có mạch trong họ Pteridaceae. Loài này được Kunze miêu tả khoa học đầu tiên năm 1848.